# Ueslei
Ueslei Raimundo Pereira da Silva (Salvador, 19 april 1972) is een voormalig Braziliaans voetballer.